# Jersey Road Race
Jersey Road Race je bila avtomobilistična dirka, ki je med letoma 1947 in 1950 potekala na britanskem Jerseyu. Najuspešnejši dirkač na dirki je Bob Gerard z dvema zmagama, med moštvi pa ERA prav tako z dvema zmagama.

## Zmagovalci
| Leto | Zmagovalec      | Moštvo   | Dirkališče | Poročilo |
| ---- | --------------- | -------- | ---------- | -------- |
| 1950 | Peter Whitehead | Ferrari  | Jersey     | Poročilo |
| 1949 | Bob Gerard      | ERA      | Jersey     | Poročilo |
| 1948 | Bob Gerard      | ERA      | Jersey     | Poročilo |
| 1947 | Reg Parnell     | Maserati | Jersey     | Poročilo |